# Hotel Best Western Kraków Old Town
Hotel Best Western Kraków Old Town (dawniej Hotel „Monopol”, Hotel „Kleina”) – hotel w Krakowie w dzielnicy I przy ulicy św. Gertrudy 6, na Stradomiu.
Eklektyczny budynek został wzniesiony w 1876 roku według projektu Filipa Pokutyńskiego oraz Józefa Niedźwiedzkiego dla Wiktora Kleina, który założył w kamienicy hotel, który mianował swoim nazwiskiem. 7 maja 1988 hotel został wpisany do rejestru zabytków.

## Historia
Został wybudowany w 1876 według projektu Filipa Pokutyńskiego oraz Józefa Niedźwiedzkiego. Po zakończeniu budowy jego właścicielem stał się Wiktor Klein, który założył w kamienicy hotel, który mianował swoim nazwiskiem.
Miejsce szybko stało się popularne, odbyły się tam m.in.: jeden z pierwszych pokazów kinematograficznych na terenie Polski oraz konferencja emancypantek pod nazwą I Zjazdu Kobiet Polskich.
7 maja 1988 roku został wpisany do rejestru zabytków. Znajduje się także w gminnej ewidencji zabytków.

## Kontrowersje
W 2002 roku na dachu kamienicy wybudowano szklaną, dwukondygnacyjną nadbudowę. Budowla ta była szeroko krytykowana. 
W 2002 roku nadbudowa kamienicy została laureatem antynagrody „Archi-Szopa” z uzasadnieniem „Forma architektoniczna, sprowadzająca się do nakrycia budynku kanciastym blokiem szkła w bezpośrednim sąsiedztwie Starego Miasta”.